# CAPSTONE
Эксперимент по эксплуатации и навигации окололунной автономной системы позиционирования (англ.  Cislunar Autonomous Positioning System Technology Operations and Navigation Experiment, сокр. CAPSTONE (capstone «карнизный камень; замковый камень», в перен. смысле «кульминация, высшая точка, венец дела»)) — это лунный орбитальный аппарат, который проверит и подтвердит расчётную орбиту, запланированную для космической станции Gateway.
Космический аппарат представляет собой CubeSat размером 12U, который также будет тестировать систему навигации, которая будет измерять его положение относительно LRO НАСА, не используя данные с Земли.
Запуск осуществлён ракетой-носителем «Электрон» 28 июня 2022 года в 9:55 UTC.
5 июля с аппаратом была потеряна связь, но 6 июля связь была восстановлена.
18 мая 2023 года CAPSTONE завершил свою основную миссию.

## Обзор миссии
Gateway — это космическая станция в стадии разработки, которую планируют создать на лунной орбите несколько национальных космических агентств с 2018 года, в том числе НАСА, Европейское космическое агентство (ESA) и Канадское космическое агентство (CSA). Планируется, что Gateway будет служить центром связи, научной лабораторией, модулем краткосрочного проживания и местом ожидания для луноходов и других роботизированных миссий. Она будет играть важную роль в программе НАСА «Артемида».
Компьютерное моделирование показывает, что эта орбита обеспечивает долгосрочную стабильность с низкими требованиями к топливу для удержания орбитальной станции за счёт использования гало-орбиты в системе Земли и Луны, что предлагает слегка изменяющуюся от витка к витку траекторию. Для компенсации дрейфа аппарат снабжён гидразиновым однокомпонентным ЖРД
Основная цель миссии CAPSTONE — проверить расчётное моделирование орбитальной устойчивости Gateway. CAPSTONE станет первым космическим аппаратом, который будет работать на этой уникальной лунной орбите. Космический корабль также проверит систему навигации под названием Cislunar Autonomous Positioning System (CAPS), которая будет измерять его положение относительно LRO НАСА, без связи с землёй.
К 2021 году Rocket Lab заключило контракт на запуск полёта по поиску маршрута к Луне, который станет первым использованием и испытанием данной орбиты. По контракту с НАСА, аппарат будет запущен сверхлегкой ракетой-носителем «Электрон».

## Космический аппарат
Орбитальный аппарат представляет собой 12-элементный спутник CubeSat.

### История
Контракт на 13,7 млн долларов США был присужден частной компании Advanced Space (Боулдер, Колорадо) 13 сентября 2019 года в рамках федерального контракта на исследования в области инноваций малого бизнеса (SBIR). Advanced Space будет заниматься общим управлением проектом и некоторыми ключевыми технологиями космического аппарата, включая его систему позиционирования CAPS, то время как Tyvak Nano-Satellite Systems, Ирвин, Калифорния, разработает и построит платформу космического аппарата, а Stellar Exploration, Inc будет разрабатывать свои силовые установки.
14 февраля 2020 года НАСА объявило, что CAPSTONE будет запущен на борту ракеты-носителя Электрон компании Rocket Lab с новой стартовой площадки LC-2 в Среднеатлантическом региональном космодроме (MARS) на острове Валлопс в Вирджинии. Запуск запланирован на 20 октября 2021 года. После трёхмесячного полёта на Луну искусственный спутник луны CAPSTONE потратит шесть месяцев на сбор данных во время этой демонстрации.
Новая стартовая площадка Rocket Lab в Вирджинии, получившая обозначение LC 2, была завершена в 2019 году и была готова к поддержке запусков в начале 2021 года. Компания заявила, что новый объект будет в первую очередь поддерживать миссии «Электрон» с полезной нагрузкой правительства США. По данным НАСА, контракт на запуск с американской компанией Rocket Lab, которая в настоящее время запускает ракеты из Новой Зеландии, составляет 9,95 миллиона долларов США.
5 июля 2022 НАСА сообщило, что аппарат не выходит на связь, но у него есть достаточный объём топлива, для того чтобы отложить манёвр корректировки траектории. 6 июля связь была восстановлена. Спутник сошёл с орбиты Земли и направился к Луне. В ночь с 13 на 14 ноября аппарат был выведен на высокоэллиптическую гало-орбиту вокруг Луны для выполнения основной миссии полёта.